# Tripogon sichuanicus
Tripogon sichuanicus är en gräsart som beskrevs av Sylvia Mabel Phillips och Shou Liang Chen. Tripogon sichuanicus ingår i släktet Tripogon och familjen gräs. Inga underarter finns listade i Catalogue of Life.